# Maquiladora
Une maquiladora, ou son abréviation maquila, est un type d'usine qui se situe à la frontière nord du Mexique, ou parfois ailleurs en Amérique Centrale, et qui assemble à bas coût des produits d'exportation. C'est l'équivalent latino-américain des zones de traitement pour l'exportation (en anglais : export processing zone, EPZ). 
Une maquiladora bénéficie d'une exonération des droits de douane pour pouvoir produire à un moindre coût des marchandises assemblées, transformées, réparées ou élaborées à partir de composants importés ; la majeure partie de ces marchandises est ensuite exportée (sauf dans le cas des maquiladoras por capacidad ociosa, orientées vers la production nationale).

## Mexique
Les maquiladoras ont vu le jour en 1960 dans le nord du Mexique, dans les zones frontalières avec les États-Unis — bien que dès les années 1920, Farah Clothing s'était installée à El Paso, au Texas — et ouvrira à partir des années 1960 nombre d'usines sur la frontière. Mises en place par le gouvernement mexicain priiste de Gustavo Díaz Ordaz par l'entremise d’un programme d'industrialisation de la frontière, on en trouve de nos jours également au Guatemala, au Salvador, au Honduras et au Panama. Elles fabriquent entre autres des vêtements, de l'électronique, des pièces automobiles… La création des maquiladoras est en partie due à la fin du programme bracero des États-Unis, qui autorisait les Mexicains à faire des travaux agricoles saisonniers. 
Cette stratégie économique prit place dans le but de contrer la crise de l'emploi qui subsistait au Mexique à la suite de l'échec d'un accord établi pour les travailleurs migrants mexicains, mais également à la suite d'un exode rural qui n'avait fait qu'augmenter la population des villes telle que Mexico et Cancún, avec donc une augmentation des bidonvilles.
Par cette nouvelle idée, Díaz Ordaz voulut augmenter l'investissement direct à l'étranger dans l'économie du Mexique en exportant le plus de produits possibles [réf. nécessaire]. Cette mesure devait améliorer l'emploi ainsi que le niveau de vie des mexicains. Le gouvernement établit donc ces zones franches, mais fixa une condition qui faisait en sorte que le PIB mexicain augmentait [réf. nécessaire] et par ce fait même le niveau de vie. 
Cependant les résultats de cette manœuvre n'ont pu se concrétiser que vingt ans plus tard avec l'entrée du Mexique dans le GATT (actuel OMC), puisque auparavant le pays souffrait d'un protectionnisme sévère [réf. nécessaire]. On peut également dire que l'entrée en vigueur de l'ALÉNA a aussi apporté beaucoup à l'économie mexicaine, puisqu'elle favorisa un libre-échange entre les pays d'Amérique du Nord.
Suivant le décret mexicain Maquila du 22 décembre 1989, ces usines peuvent être entièrement propriété d'entreprises étrangères. Les sociétés étrangères eurent « l'exemption de leur droit tarifaire sur les intrants et les extrants, à condition que leurs produits finaux soient réexportés. »   
Elles attirent les investisseurs pour leur main d'œuvre bon marché, la quasi-totalité des employés étant des femmes faiblement payées, abondante et avec peu de régulation du travail et de syndicalisation, les normes environnementales peu exigeantes et bien sûr la faible taxation dont elles bénéficient. De plus les maquiladoras avaient aussi pour prétention de fixer la population mexicaine ou hispanique au Mexique et de limiter l'immigration aux États-Unis notamment l'immigration illégale.
En 2000, près de quatre mille de ces usines fonctionnaient dans ce cadre, employant plus d'un million trois cent mille personnes et représentant le tiers des importations [réf. nécessaire]. Avec la récession de 2008-2009, on estime que cent trois mille emplois ont été perdus dans les maquiladoras. L'entrée en vigueur de l'ALENA et la contraction des marchés mondiaux depuis 2001 auraient contraint à la fermeture 12,5 % des maquiladoras du Mexique soit environ 400, ainsi que le licenciement de près d'un tiers de la main-d'œuvre employée dans ces dernières. 40 % des investissements directs étrangers qui étaient auparavant attribués au Mexique ont été déviés vers d'autres pays en voie de développement d'Amérique latine, ainsi que vers la Chine.
Selon Juan Antonio Mateos, ambassadeur du Mexique au Maroc, malgré les espoirs du Mexique, les maquiladoras n'ont pas suffi à résoudre le problème social qui persistait dans le pays, puisqu'à ce jour cinquante-quatre-millions de mexicains vivent toujours sous le seuil de pauvreté bien que le PIB mexicain est quatre fois plus élevé qu'un pays tel que le Maroc.

### Amérique centrale
La région est particulièrement attractive pour les entreprises (notamment de confection) en raison de sa proximité géographique avec les États-Unis, des salaires très bas et des avantages fiscaux considérables. En outre, la baisse des cours du café et autres produits d'exportation et les mesures d’ajustement structurel imposés par les instances financières internationales ont en partie ruiné l'agriculture, favorisant l'émergence des maquiladoras. Ce secteur constitue 42 % du total des exportations du Salvador, 55 % du Guatemala, et 65 % du Honduras. Pourtant, son apport à l’économie de ces pays est contesté ; les matières premières sont importées, les emplois sont précaires et peu rémunérés, et les exonérations d’impôts fragilisent les finances publiques.
Elles font aussi l'objet de critiques pour les conditions de travail des employés : insultes et violences physiques, licenciements abusifs (notamment d'ouvrières enceintes), horaires, non-paiement des heures supplémentaires. Selon Lucrecia Bautista, coordinatrice du secteur maquilas du cabinet d'audit Coverco, « les réglementations en matière du droit du travail sont régulièrement violées dans les maquilas et il n'existe aucune volonté politique pour imposer leur application. Face aux infractions, l'inspection du travail fait preuve d'une remarquable mansuétude. Il s'agit de ne pas décourager les investisseurs. » Les syndicalistes sont sujets à des pressions, et parfois à des séquestrations ou assassinats. Dans certains cas, des chefs d'entreprises ont fait appel aux services des maras. Enfin, des listes noires comprenant des noms de syndicalistes ou militants politiques circulent dans les milieux patronaux.

### France
Le terme de « maquiladoras » est utilisé par Hakim El Karoui dans un rapport pour l'Institut Montaigne afin de désigner certains quartiers métropolitains, situés en périphérie des grandes métropoles qui peuvent apparaitre comme les plus en difficulté mais qui sont aussi les plus prometteurs, « car ils disposent d’atouts pour devenir la vitrine du renouveau des quartiers pauvres français ».